# Estación Los Sarmientos (Tucumán)
La Estación Los Sarmientos fue una estación de ferrocarril de Los Sarmientos, Tucumán, Argentina. Formó parte del Ramal CC15 del Ferrocarril Belgrano, que la conectaba con Aguilares.

## Servicios
La estación fue inaugurada en 1912, siendo clausurada en 1977. Formaba parte del ramal CC15 del Ferrocarril Belgrano, que la unía con el ingenio Aguilares y la estación homónima. En la actualidad está abandonada y sin uso, formando parte la estructura de un barrio de viviendas construido posteriormente. Asimismo, una parte de la estructura fue destinada a biblioteca popular.